# Tom LaGarde
Thomas Joseph LaGarde (Detroit, 10 februari 1955) is een voormalig Amerikaans basketballer. Hij won met het Amerikaans basketbalteam de gouden medaille op de Pan-Amerikaanse Spelen 1975 en de Olympische Zomerspelen 1976.
LaGarde speelde voor het team van de Universiteit van North Carolina te Chapel Hill, voordat hij in 1977 zijn NBA-debuut maakte bij de Denver Nuggets. In totaal speelde hij 6 seizoenen in de NBA. Ook speelde hij twee seizoenen in Italië. Tijdens de Olympische Spelen speelde hij 6 wedstrijden, inclusief de finale tegen Joegoslavië. Gedurende deze wedstrijden scoorde hij 40 punten.
Na zijn carrière als speler werd hij eigenaar van een concertzaal genaamd de Haw River Ballroom in Saxapahaw.